# Sull'anima (Aristotele)
Sull'anima (in greco antico Περὶ ψυχῆς; in latino De Anima) è uno scritto di Aristotele.

## Teoria dell'anima
Il trattato è, probabilmente, un insieme di appunti presi dal filosofo stesso (infatti sono stringati e concisi) che poi avrebbe sviluppato nella sua scuola. In effetti Aristotele non si sofferma tanto sulla sua definizione ma ne descrive il suo funzionamento, e si concentra, quindi, sulle sue facoltà (funzioni).
Per Aristotele l'anima non è solo causa formale e motrice del vivente ma anche causa finale e quindi condizione primaria del finalismo immanente del mondo della vita. Le piante e gli animali agiscono inconsciamente per l'universale, per la continuità della specie e per la conservazione della loro forma. L'uomo vive consapevolmente per l'universale, valorizza la vita sino ai più alti livelli di attività. L'anima è l'essenza o forma sostanziale del vivente, e le facoltà forme accidentali. La definizione dell'anima come sostanza in quanto forma, significa che l'anima, in generale, non è sostanza in sé e per sé ma forma del vivente. La visione sostanzialistica dell'anima va quindi integrata con l'esame delle modalità concrete nelle quali l'attività dell'anima si esplica nei diversi viventi.

## Primo Libro (A)
Il pensiero dei predecessori di Aristotele si può raggruppare in tre gruppi.
- Primo gruppo: l'anima come causa del movimento. Secondo questi pensatori, dato che l'anima è il principio del movimento allora questa dev'essere già in moto.

Rientra in questo gruppo il filosofo Democrito, ad esempio, che riteneva che l'anima fosse la causa del calore. Dato che gli atomi dell'anima sono sferici e dato che si muovono velocemente producono calore. Infatti, un corpo inanimato è freddo.
Per Aristotele i pitagorici sono sulla stessa linea di Democrito.
Anassagora, ritiene invece che l'anima sia l'intelletto cosmico che mette in moto ogni cosa.
Anche per Platone l'anima si muove da sé e per questo è immortale. Infatti, un'entità che partecipa al movimento non può partecipare  al non movimento ossia la morte.
- Secondo gruppo: L'anima come causa della percezione.

Rientra in questo gruppo il filosofo Empedocle di Agrigento. Costui delinea un parallelismo tra macrocosmo e microcosmo. L'anima infatti è composta da 4 principi (radici) e percepisce la realtà perché anche questa è composta dagli stessi principi: il simile percepisce il simile.
- Terzo gruppo: L'anima come causa di entrambe.

Senocrate, allievo di Platone, affermava infatti che l'anima è un numero che muove sé stesso.

Riassumendo, tra i pensatori antichi - nota Aristotele - alcuni hanno inteso l'anima come corporea (Democrito), altri invece come incorporea (Platone e Senocrate), altri hanno mescolato le due componenti; alcuni, poi, l'hanno concepita come unica, altri invece come composta da molte parti.
Innanzitutto Aristotele dimostra che l'anima non è in movimento. Distingue infatti due tipi di movimento: per virtù propria o perché mossa da un'altra entità. Il passeggero di una nave, ad esempio, è mosso ma non muove. Se si ipotizza che l'anima si muovesse da sé occorre distinguere 4 tipi di movimenti.
- Spostamento da un luogo ad un altro.
- Mutamento (ingrassamento ecc)
- Assunzione o perdita di qualità.
- Movimento sostanziale (nascere e morire).

Innanzitutto per muoversi l'anima deve avere uno spazio e non potrebbe essere immateriale. Inoltre l'anima sarebbe soggetta a moti violenti (ad esempio una pietra scagliata verso l'alto poi si dirige verso il suo luogo naturale, e quale sarebbe per l'anima?). Inoltre se l'anima si muovesse da sé potrebbe uscire dal corpo e infilarsi in un altro. Oppure  i morti potrebbero ritornare a vivere perché l'anima potrebbe ritornare nel corpo che ha abbandonato.
Infine Aristotele si scaglia contro la concezione platonica dell'anima come armonia tra gli elementi. Tale concezione è espressa da Platone nel Fedone ma criticata da lui stesso in quanto nega l'immortalità. Infatti se il corpo muore anche l'anima non potrebbe più esistere perché cessa l'armonia tra gli elementi.
Inoltre Aristotele, partendo dalle riflessioni di Platone, conclude che anche se l'intelletto è un qualcosa di sopraggiunto, non si può corrompere. Infatti, se è vero che il singolo intelletto si può corrompere ad esempio con la vecchiaia, l'intelletto come sostanza è incorruttibile. Qui Aristotele si riferisce ad un intelletto impassibile su cui la critica avrà diverse interpretazioni.

## Secondo Libro (B)
Nelle prime righe del secondo libro, Aristotele afferma che fra i vari significati del termine anima ve n'è uno molto importante che è la forma. La forma è la caratteristica che rende un ente quel che è. Ad esempio, la forma di una sfera di bronzo è la sfera. Il bronzo, invece, rappresenta la materia. Aristotele collega la materia alla potenza perché ad esempio da un pezzo di marmo si possono creare diverse sostanze, che rappresentano l'atto. Da qui Aristotele si collega ai corpi. Questi possiedono la vita perché composti da materia e forma. L'anima è atto perché permette di far passare la vita da  stato potenziale ad atto.
L'anima è quindi la forma del corpo che ha la vita in potenza. Il filosofo afferma che anche quando dormiamo abbiamo l'anima solo che non è attiva nelle sue funzioni. Gli organi, infatti, rappresentano gli strumenti dell'anima. Ogni organo ha una sua funzione.
Anche le piante hanno l'anima però i loro organi svolgono funzioni semplici: il nutrimento, la crescita e la riproduzione. Negli animali è presente, oltre alla funzione nutritiva, anche quella sensitiva (permette cioè di avere percezioni sensibili); mentre nell'uomo oltre alle precedenti vi è anche quella razionale. Il filosofo afferma che l'anima è una in atto ma molteplice in potenza. Alcuni animali, infatti, vivono anche se spezzettati e ciò significa che l'anima non è divisa in parti. Infatti, i vari tipi di anima, sono separabili solo a livello concettuale perché ad esempio gli animali anche se sezionati mantengono la capacità di percepire i sensibili.
Per il filosofo solo l'intelletto può essere disgiunto in quanto eterno e, in quanto forma, non appartiene al singolo individuo ma è unico per la specie. In seguito Aristotele analizza in modo specifico le varie facoltà dell'anima. La funzione nutritiva è presente negli esseri animati in maniera potenziale, e per diventare atto essa occorre del nutrimento. Le piante inoltre hanno anche la facoltà di riprodursi e ciò, per il filosofo, permette di partecipare all'eterno. Infatti, se è vero che un individuo è corruttibile, è vero anche che può partecipare all'eterno generando individui simili a sé.
Detto ciò il filosofo chiarisce perché l'anima è causa e principio di un corpo vivente. La prima ragione è che l'anima è l'essenza dei corpi animati. Infatti la sostanza rende un ente quel che è. L'essenza dei corpi animati è il vivere, e tale essenza è nell'anima. Inoltre l'anima è il fine dei corpi animati mentre gli organi del corpo ne rappresentano gli strumenti. Per Aristotele la natura non fa niente per caso. Ad esempio, il filosofo si contrappone alla concezione anassagorea secondo cui l'uomo è l'essere superiore perché ha le mani. Per Aristotele l'uomo ha le mani perché è l'essere superiore. Infine l'anima è l'origine del movimento perché tende verso qualcosa. Successivamente il filosofo si concentra sulla sensazione e sui cinque sensi.
Innanzitutto Aristotele precisa, come ha fatto in precedenza, che la facoltà sensibile è solo in potenza e si attua solo quando vi sono oggetti da percepire. La percezione infatti è passiva in quanto si subisce l'azione degli oggetti esterni. L'intelletto dipende invece dalla nostra volontà. Per il filosofo l'apprendimento è un'alterazione rafforzativa: infatti tale alterazione rafforza lo stato di chi conosce facendolo passare da conoscente in potenza a conoscente in atto.
Prima di analizzare i vari tipi di sensazione Aristotele delinea le tre specie di sensibili. I sensibili propri sono percepiti solo da un determinato senso: per la vista il colore, per l'odorato l'odore, per il gusto il sapore. Per questi sensibili non c'è possibilità di errori. I sensibili comuni non sono legati ad un unico senso e permettono di percepire gli oggetti nel loro complesso. Essi sono: il movimento, la quiete, il numero, la figura, la grandezza.
Infine vi sono i sensibili per accidente che concernono in associazioni. Se ad esempio vedendo una macchia bianca l'associo al figlio di Diare tale associazione è solo possibile, non è certa. Dopo tali considerazioni il filosofo si occupa specificamente dei cinque sensi. La vista percepisce il colore e la luminosità. Per Aristotele ogni senso ha un medium, cioè un mezzo che fa da tramite tra l'oggetto percepito e l'organo. Per la vista il medium è il trasparente. Per Aristotele il colore agisce sul medium. In questo modo si possono percepire anche gli oggetti a distanza.
L'udito percepisce il suono. Il medium sono l'aria e l'acqua, infatti Aristotele nota che un suono si può propagare anche nell'ambiente acquatico. Il suono è generato dalla percussione dell'aria, ed infatti possono emettere suoni solo gli esseri che hanno la capacità di respirare. L'olfatto percepisce l'odore. Il medium è l'aria ma anche qui il filosofo nota che vi sono degli animali che hanno l'odorato anche in un ambiente acquatico. L'uomo ha l'odorato meno sviluppato rispetto ad altri animali perché percepisce ogni odore come dolore o come piacere.
Tramite il gusto si percepisce il sapore. Diversamente dagli altri sensi non vi è nulla che funga da mezzo e la percezione avviene nell'umido tramite la lingua. Il tatto ci permette di percepire una vasta gamma di oggetti anche opposti: freddo e caldo, duro e molle, secco e umido ecc. A differenza del gusto qui vi è un medium. Questo è la carne. A questo punto si delinea la differenza tra gusto e tatto. Ad esempio quando la lingua percepisce il gusto di qualcosa funge da organo mentre quando percepisce oggetti tattili funge da medium. I sensibili propri del tatto - dice Aristotele - sono le quattro qualità, e la percezione si verifica (ossia passa in atto) in relazione alle qualità che abbiamo in noi.
Così, ad esempio, per percepire qualcosa di caldo dobbiamo noi stessi essere meno caldi dell'oggetto percepito, altrimenti se fossimo ugualmente caldi non riusciremmo a percepirlo. Questo processo, però, non deve spingersi oltre un certo limite: il caldo o il freddo non devono essere eccessivamente intensi, altrimenti l'organo sensoriale ne verrebbe danneggiato; lo stesso vale per i sensibili propri di ciascun senso.

## Terzo Libro (Γ)
Nel terzo libro, Aristotele si sofferma sulla facoltà razionale, introducendo il problema dell'intelletto. Nel capitolo 4, l'intelletto passivo (in latino: intellectus possibilis; tradotto anche come "intelletto potenziale" o "intelletto materiale") è definito come «ciò che è divenendo tutte le cose» e descrive il funzionamento dell'intelletto (in greco antico: nous ) secondo la dottrina aristotelica dell'ilomorfismo. Così Aristotele intende affermare che l'intelletto passivo può potenzialmente diventare qualsiasi cosa ricevendo la forma intelligibile della cosa medesima, ma il problema che si pone il filosofo, alla luce dell'analisi dei sensi e della phantasia proposta nel secondo libro, è la ricerca di una causa delle funzioni intellettive agenti.
Nel tentativo di capire come l'intelletto potenziale si faccia atto senza qualcosa che è già in atto (come accade per gli altri sensi), il filosofo non trova soluzione altro se non introdurre (secondo alcuni commentatori, artificiosamente) un intelletto già in atto che "attualizza" quello potenziale, ossia l'intelletto agente o attivo (in latino: intellectus agens, tradotto anche come "intelletto attivo", "intelligenza attiva", "ragione attiva" o "intelletto produttivo"). Tramite le immagini sensibili, le essenze o le forme degli oggetti, conoscibili solo in potenza dall'intelletto passivo, l'intelletto attivo (nous poietikòs) è richiesto per illuminare quello passivo al fine di trasformare la conoscenza potenziale in conoscenza in atto, nello stesso modo in cui la luce trasforma i colori potenziali in colori reali.
L'analisi di questa distinzione è molto concisa, fatto che ha portato a polemiche su cosa significhi e tale concezione è esposta al cap. 5 (430a10-2). Si riporta di seguito la traduzione di Joe Sachs con alcune note sul testo greco:

the one sort is intellect (nous) by becoming all things, the other sort by forming all things, in the way an active condition (hexis) like light too makes the colors that are in potency be at work as colors (to phōs poiei ta dynamēi onta chrōmata energeiai chrōmata).

This sort of intellect [which is like light in the way it makes potential things work as what they are] is separate, as well as being without attributes and unmixed, since it is by its thinghood a being-at-work, for what acts is always distinguished in stature above what is acted upon, as a governing source is above the material it works on.

Knowledge (epistēmē), in its being-at-work, is the same as the thing it knows, and while knowledge in potency comes first in time in any one knower, in the whole of things it does not take precedence even in time.

This does not mean that at one time it thinks but at another time it does not think, but when separated it is just exactly what it is, and this alone is deathless and everlasting (though we have no memory, because this sort of intellect is not acted upon, while the sort that is acted upon is destructible), and without this nothing thinks.»

un tipo è l'intelletto (nous) che diventa tutte le cose, l'altro tipo dà forma a tutte le cose, così come una condizione attiva (hexis) quale la luce fa sì che i colori che sono in potenza siano in atto come colori (to phōs poiei ta dynamēi onta chrōmata energeiai chrōmata).

Questo tipo di intelletto [che è come la luce nel modo in cui fa operare le cose potenziali così come esse sono] è separato, oltre ad essere senza attributi e non mescolato, poiché è per sua natura un ente-in-opera, per ciò che agisce si distingue sempre per statura al di sopra di ciò su cui si agisce, come una fonte reggente è al di sopra della materia sulla quale opera.

La conoscenza (epistēmē), nel suo essere all'opera, è la stessa cosa che conosce, e mentre la conoscenza in potenza viene prima nel tempo in ogni conoscente, nell'insieme delle cose non ha la precedenza nemmeno nel tempo.

Questo non significa che esso in un momento pensi, mentre in un altro momento non pensi, ma quando è separato è esattamente ciò che è, e solo questo è immortale ed eterno (anche se non abbiamo memoria, perché questo tipo di intelletto non è agito, mentre il tipo sul quale si agisce è corruttibile), e senza questo non pensa alcunché.»
(De anima, Libro III, cap. 5, 430a10-25)
Il brano cerca di spiegare «come l'intelletto umano passa dal suo stato originario, in cui non pensa, a uno stato successivo, in cui lo fa». La distinzione energeia/dynamis viene dedotta all'interno dell'anima stessa. Aristotele afferma che l'intelletto passivo riceve le forme intellegibili delle cose, e che l'intelletto attivo è necessario per trasformare la conoscenza potenziale in conoscenza attuale, nello stesso modo in cui la luce trasforma i colori potenziali in colori reali. Il brano viene spesso letto insieme alla Metafisica, Libro XII, ch.7-10, dove Aristotele discute anche della mente umana e distingue tra gli intelletti attivi e passivi. In quel passaggio Aristotele sembra equiparare l'intelletto attivo con il "motore immobile" e Dio.
Il problema irrisolto del terzo libro del De Anima, nonché elefante nella stanza della filosofia della mente aristotelica, è però che l'intelletto attivo (assunto come intelletto già in atto che attualizza quello passivo) è inteso come necessariamente separato dal corpo. Non è chiaro o esplicitato il senso di tale affermazione, ma è a partire da questa unica, seppur sostanziale, contraddizione all'interno teoria della mente di Aristotele che si è prodotto il dibattito che ha animato e monopolizzato gran parte della successiva filosofia greca e medievale, già a partire dal commento e dalle considerazioni di Alessandro di Afrodisia.

### Edizioni critiche
- William David Ross, Aristotelis De anima, Oxford, Oxford University Press, 1956.
- Walter Burley, Commentarium in Aristotelis De Anima L.III, riproduzione di 4 manoscritti in paleografia latina, edizione critica a cura di Mario Tonelotto, 2009. URL consultato il 23 ottobre 2016 (archiviato dall'url originale il 15 aprile 2017).

### Edizioni italiane
- Aristotele, L'anima, a cura di Giancarlo Movia, Milano, Bompiani, 2001
- Aristotele, L'anima, a cura di Marcello Zanatta, Roma, Aracne, 2006
- Aristotele, Della generazione e della corruzione, Dell'anima, Piccoli trattati di storia naturale, traduzioni di A. Russo, R. Laurenti, Roma-Bari, Laterza, 20078